# 巩简公
鞏簡公（？—？），春秋時期鞏國國君。爵位應為伯爵，而非公爵。
鞏簡公活躍的時代，約距今2500年前的春秋末期，在東周景王、敬王時代擔任周王室的卿大夫。周景王過世後，劉氏（劉文公）、單氏（單穆公）、甘氏（甘平公）、鞏氏（鞏簡公）等五家卿大夫分別擁立王子朝、王子猛、周敬王為天子，使周王室陷入一片內亂中。
後來，周敬王成功繼位，周敬王以鞏簡公執掌朝政。鞏簡公認為周王室歷次內亂，其原因就是貴族世代執政，並勾結眾多王子為亂。於是鞏簡公改革內政，任用諸侯來的人士，削減貴族權力。但如此改革，反引起諸多貴族不滿，最後被與敬王爭位失敗的王子朝發難殺害。其裔以封邑名為姓，即鞏氏。